# 成瀬巳喜男
成瀬 巳喜男（なるせ みきお、1905年8月20日 - 1969年7月2日）は、日本の映画監督。東京府（現東京都）四谷出身。

## 経歴
成瀬は1905年8月20日、東京都四谷区谷町に縫箔職人で、大名成瀬氏一族である士族の父・利三と母・きなの間に二男一女の次男として生まれた。生まれたのが巳年、巳の月、巳の日だったので「巳喜男」と名付けられた。
鮫ヶ橋尋常小学校を卒業後、もともと家が貧しかったため、早く腕に職をつけようと工手学校（現工学院大学）に入るが、父が亡くなって家計が逼迫したことで中退した。1920年、知人の紹介で松竹蒲田撮影所に小道具係として入社する。1922年頃から池田義信の助監督につく。しかし、なかなか監督には昇進出来ず、後から入社した小津安二郎や清水宏らが入社して3・4年で監督に昇進する中、成瀬もまだ五所平之助の下で指示を受けており、都合10年もの下積み時代を過ごした。
1930年、成瀬は城戸四郎が赤穂春雄名義でシナリオを書いた短篇ナンセンス喜劇映画『チャンバラ夫婦』で監督デビューを果たす。最初は短篇のドタバタ喜劇を手がけていたが、1931年の『腰弁頑張れ』で認められる。その後長篇作品も手がけていき、1932年の『蝕める春』でキネマ旬報ベストテン第6位に選ばれ、期待の若手監督として注目された。翌1933年には『君と別れて』『夜ごとの夢』を発表し、両作ともキネマ旬報ベストテンに選ばれて高い評価を得る。
しかし監督に昇格しても個室も与えられず、他の助監督たちとの大部屋暮らしが続いた。しかも他の監督たちが拒んだ脚本で映画を撮らされ、「これを撮ったら、次は好きなのを撮らせてやる」という約束も何度も反故にされた。そこへ成瀬は東宝の前身であるPCLから引き抜きの話が入り、移籍を決心する。それを知った小津安二郎は「それも良し」と日記に書いている。また成瀬はこの時期、後の東宝で成瀬の映画を多数製作することになる藤本真澄とも知りあうことになる。
1934年、成瀬は助監督の山本薩夫とともにPCLに移籍して、初トーキー映画『乙女ごころ三人姉妹』（1935年）を監督する。
次いで監督を手掛けた、中野実の戯曲『女優と詩人』では無残な失敗を喫したとの評価を受けるも、3作目の『妻よ薔薇のやうに』（1935年）では批評家から高い評価を受けて『キネマ旬報』ベスト1に選ばれる。この作品は“Kimiko”という英題で1937年にニューヨークで封切られ、アメリカで興行上映された初の日本映画となった。のちに『女優と詩人』『妻よ薔薇のやうに』の主演女優の千葉早智子と1937年に結婚して長男の隆司が生まれるが、3年後の1940年に離婚した。一人息子の隆司は千葉が引き取って育てた。
大佛次郎原作の『雪崩』（1937年）では黒澤明が助監督を務める。黒澤の自伝には、「成瀬さんにしても、物足りない仕事だったと思うが、それでも、私には得る所が多かった。」の記載がある。戦時下では『鶴八鶴次郎』『歌行燈』『芝居道』など「芸道もの」というジャンルで冴えを見せる。
戦争直後は民主主義路線映画『浦島太郎の後裔』『俺もお前も』『春の目ざめ』といった映画の監督を余儀なくされる。同時期に東宝争議によって東宝撮影所の機能が麻痺したため、成瀬も山本嘉次郎、黒澤、谷口千吉らと共に東宝を離れ、映画芸術協会を設立、フリーの立場で東宝、新東宝、松竹、大映などで監督することになる。
1951年、林芙美子原作、原節子と上原謙主演の『めし』が高い評価を受けた。東宝復帰後の1955年に監督した『浮雲』は一般に成瀬の最高傑作とされている。
成瀬は、林原作の『稲妻』『妻』『晩菊』『浮雲』『放浪記』をはじめとして川端康成原作の『舞姫』『山の音』、室生犀星原作の『あにいもうと』『杏っ子』といった純文学作品から、石坂洋次郎原作の『まごころ』『石中先生行状記』『くちづけ』といった大衆作品まで幅広いジャンルにわたる文芸映画を中心に、人間の細やかな情感を何気ないやりとりで描ききった。
成瀬の遺作は1967年、司葉子、加山雄三主演の『乱れ雲』であった。1969年、成瀬は直腸癌のため63歳で没した。墓所は世田谷区円光寺。なお、成瀬は闘病中に見舞いに訪れた高峰秀子に「白一色の幕を背にして高峰秀子が一人芝居をする」という奇抜な作品の構想を語ったが、ついに実現しなかった。これについては、成瀬と多くの作品でコンビを組んだ名カメラマンの玉井正夫が後年のインタビューで、「その発言は、成瀬さんが死ぬ間際に弱気になっていたからこそ出た言葉ですよ。成瀬さんは、高峰秀子を個人的には好きではなかったですよ」という発言をしている。
成瀬の生誕100周年にあたる2005年には、DVDボックスのリリースや関連書籍の出版、各地の名画座での特集上映などが行われた。

## 作風
成瀬は女性映画の名手として知られており、とくに高峰秀子とのコンビによる多数の作品を手がける。また、小津映画によって神話化された原を『めし』『驟雨』で起用し、市井に生きる飾らない妻の姿を生き生きと演じさせた。
また幸田文が原作の『流れる』では高峰のほか、田中絹代、杉村春子、山田五十鈴、岡田茉莉子、中北千枝子、そしてサイレント映画女優の大女優である栗島すみ子が共演を果たしている。
他に戦前では水久保澄子・忍節子・入江たか子・岡田嘉子、戦後では若山セツ子・杉葉子・久我美子・高峰三枝子・木暮実千代・香川京子・淡島千景・新珠三千代・草笛光子・有馬稲子・団令子・水野久美・淡路恵子・司葉子・星由里子といった女優が彼の映画で輝きを放っている。
スター男優の意外な起用にも長けており、三船敏郎も『石中先生行状記』『妻の心』で黒澤映画で見せる男性的魅力とは異なる側面を見せ、三國連太郎は『夫婦』『妻』で奇妙な味わいを残した。戦前の松竹のスターである上原謙も『めし』以降の諸作で、山村聰とともに飾らない中年男性の姿を手堅く演じ続けた。晩年の『乱れる』と『乱れ雲』では、『若大将』シリーズで人気絶頂だったスター加山から繊細な演技を引き出したことも特筆に値する。
また、小林桂樹に殺人犯として主役を務めさせたり（『女の中にいる他人』）、その風貌から篤実、凡庸な性格の役回りが多い加東大介に結婚詐欺師（『女が階段を上る時』）や若い女と駆け落ちを繰り返す亭主（『女の座』）を演じさせるなど、名脇役として知られる俳優についても意外な一面を引き出している。
数は少ないが、『まごころ』『秀子の車掌さん』『なつかしの顔』『秋立ちぬ』など子どもを主人公とした情感豊かな佳作も手がけている。特に『秋立ちぬ』は、主人公に成瀬本人の幼少時代が重ねられているという意味でも、貴重な作品である。
成瀬の映画を支えていたのは東宝の映画撮影所の優秀な人材によるところも大きく、それは美術監督を務めた中古智による『成瀬巳喜男の設計』に詳しい。成瀬は美術に中古、撮影に玉井正夫、照明に石井長四郎、録音に下永尚、音楽に斎藤一郎、といった「成瀬組」と呼ばれた固定スタッフでの作業を好み、また彼らもそれぞれの持つ一流以上の技術で成瀬のもとを支えた。脚本には水木洋子が多くの作品で貢献している。
また成瀬は非常に時代性を意識した監督であり、作中にさりげなく当時の世相を盛り込むことが多かった。一例として『乱れる』での個人商店とスーパーマーケットとの価格競争や、『妻として女として』で妻や家族が「三種の神器」を欲しがるシーン、などがある。こうした設定が伏線として、話の本筋に活かされることも多い。
一方、戦後の作品では街頭シーンでチンドン屋が登場することが非常に多い。ほとんどは話に絡むことがなく（『めし』でわずかに登場人物が言及する程度である）BGMとしての意味合いも兼ねていたが、成瀬自身が特に好んで取り上げていたと言われている。
成瀬の映画で国内外を問わず最も高い評価を受けているのは『浮雲』であるが、『浮雲』はその重い雰囲気、こってりとした画調などが成瀬作品として異質であり、『浮雲』をして代表作とするべきではないという意見もある。成瀬も『浮雲』を自身の最高傑作とは見なしていなかったといわれている。
成瀬はスタッフには慕われていたが、無口な性格で付き合いをほとんど持たなかった。情趣に富んだやるせない作風のため、姓名をもじって「ヤルセナキオ」とあだ名された。成瀬の下で助監督の経験をし、自身も成瀬映画のファンであった石井輝男も成瀬のことを大学教授のような物静かな人と語っている。
映画撮影は几帳面におこなわれ（ただし撮影の段取り、コンテニュイティは誰にも見せず）、撮影予定日数以内に必ず納め、また毎日の監督の作業時間は朝の9時から夕方の4時45分であり、近くのレストランの定席でコップ酒を口にすると5時の撮影所のサイレンが鳴る、という撮り方だった。『秋立ちぬ』で助監督を務めた中野昭慶は、成瀬の演出は即編集できるものとなっており、フィルムに無駄がなく勉強になったと語っている。

## 評価
成瀬は国内では生前から一定の評価を得ていたが、それは個性的な映画作家というより、むしろ職人監督としてであった。
成瀬に関しては、後に松竹社長となる蒲田撮影所の城戸四郎所長が「小津は二人いらない」と言ったという伝説がある。その小津は成瀬が監督した『浮雲』を「俺にはできないシャシンだ」と賛している。また溝口健二は「あの人のシャシンはうまいことはうまいが、いつもキンタマが有りませんね」と評している。
かつて教えを受けた石井輝男は不肖の弟子と自ら認めているが、「映画は映画館で上映される数週間だけの命である」とする成瀬の姿勢に敬意を払っていた。
黒澤明も自伝の中で自身が助監督についた『雪崩』の撮影での成瀬について、撮影中の時間の使い方など全く無駄が無く「なにもかも自分でやってしまうので、助監督は手持ち無沙汰だった」と振り返っている。また、成瀬の監督としての仕事振りについても「映画のエキスパート」「その腕前の確かな事は、比類がない」と評している。黒澤のスクリプターとして多くの黒澤作品に参加している野上照代は「黒澤さんが一番尊敬してたのは間違いなく成瀬さん」と自著に書いている。
成瀬の国際的名声が高まったのは死から10年以上もたってからで、川喜多かしこのような熱心な映画ファンの尽力により1983年のロカルノ国際映画祭で特集上映プログラムが組まれて以降である。その後、1988年では香港国際映画祭で、1998年にはサン・セバスティアン国際映画祭で特集上映が組まれた。フランス映画誌『カイエ・デュ・シネマ』は、成瀬のことを小津、溝口、黒澤に次ぐ日本の「第4の巨匠」と讃えた。
1990年には成瀬の映画の美術を多数担当した中古智と蓮實重彦とのインタビュー『成瀬巳喜男の設計』が筑摩書房から刊行される。ジャン・ピエール・リモザン、レオス・カラックス、ダニエル・シュミット、エドワード・ヤンといった映画監督たちが成瀬に敬意を表している。シュミットはドキュメンタリー映画『書かれた顔』で『晩菊』の一部を引用し、主演の杉村へのインタビューを果たした。
成瀬の系統的な評価に関しては、長く「戦中戦後にスランプの時期があったが、『めし』を契機に復活を果たし女性映画の名手となった」とする意見が支配的であった。しかし、近年は戦中作品を中心に評価が向上しつつある。

## 監督作品
1953年までの作品は著作権の保護期間が完全に終了した（公開後50年と監督死後38年の両方を満たす）と考えられている。このためいくつかの作品が、格安DVDで発売されている。
| 公開年 | 作品名                           | 製作 / 配給           | 脚本、脚色（原作）                     | 主な出演者 | 上映時間ほか                | 現存 |
| ------ | -------------------------------- | --------------------- | -------------------------------------- | --- | --------------------------- | ---- |
| 1930年 | チャンバラ夫婦                   | 松竹蒲田              | 赤穂春雄                               | 吉谷久雄、吉川満子、青木富夫、若葉信子 | 白黒 サイレント             | ×    |
| 1930年 | 純情                             | 松竹蒲田              | 水島あやめ                             | 高尾光子、小藤田正一、武田春郎、高松栄子、月岡初子 | 白黒 サイレント             | ×    |
| 1930年 | 不景気時代                       | 松竹蒲田              | 柳井隆雄                               | 斎藤達雄、青木富夫、坂本武、小林十九二、川崎弘子 | 白黒 サイレント             | ×    |
| 1930年 | 愛は力だ                         | 松竹蒲田              | 柳井隆雄                               | 木村健児、結城一朗、高松栄子、関時男、武田春郎、川崎弘子、井沢新一郎、毛利輝夫、龍田静江、坂本武、吉川満子                                                   | 白黒 サイレント             | ×    |
| 1930年 | 押切新婚記                       | 松竹蒲田              | 池田忠雄                               | 毛利輝夫、吉谷久雄、大国一郎、酒井啓之輔、松葉みどり、青山万里子                                                                                             | 白黒 サイレント             | ×    |
| 1931年 | ねえ興奮しちゃいやよ             | 松竹蒲田              | 池田忠雄                               | 横尾泥海男、吉川英蘭、原純子、関時男、若水照子 | 白黒 サイレント             | ×    |
| 1931年 | 二階の悲鳴                       | 松竹蒲田              | 成瀬巳喜男                             | 吉谷久雄、若葉信子、山口勇、藤松正太郎、藤見ときわ | 白黒 サイレント             | ×    |
| 1931年 | 腰弁頑張れ                       | 松竹蒲田              | 成瀬巳喜男                             | 山口勇、浪花友子、加藤精一、明山静江、菅原秀雄、関時男 | 白黒 サイレント             | 〇   |
| 1931年 | 浮気は汽車に乗って               | 松竹蒲田              | 成瀬巳喜男                             | 山口勇、浪花友子、葉山正雄、金井光義、高松栄子、加藤精一、吉川英蘭、若水照子                                                                                 | 白黒 サイレント             | ×    |
| 1931年 | 髭の力                           | 松竹蒲田              | 成瀬巳喜男                             | 宮島健一、浪花友子、突貫小僧、谷麗光、酒井啓之輔 | 白黒 サイレント             | ×    |
| 1931年 | 隣の屋根の下                     | 松竹蒲田              | 木村義勇                               | 小倉繁、浪花友子、一木歓、清川好子、坂本武 | 白黒 サイレント             | ×    |
| 1932年 | 女は袂を御用心                   | 松竹蒲田              | 成瀬巳喜男                             | 大山健二、小倉繁、兵藤静枝、仲英之助、光川京子 | 白黒 サイレント             | ×    |
| 1932年 | 青空に泣く                       | 松竹蒲田              | 水島あやめ                             | 菅原秀雄、高尾光子、突貫小僧、野寺正一、富士龍子、小林十九二                                                                                                 | 白黒 サイレント             | ×    |
| 1932年 | 偉くなれ                         | 松竹蒲田              | 成瀬巳喜男                             | 小倉繁、浪花友子、突貫小僧、曾我修、谷麗光、葉山正雄 | 白黒 サイレント             | ×    |
| 1932年 | チョコレートガール               | 松竹蒲田              | 永見隆二                               | 水久保澄子、富士龍子、突貫小僧、結城一朗、新井淳、加賀晃二、大山健二、小倉繁                                                                                 | 白黒 サイレント             | ×    |
| 1932年 | 生さぬ仲                         | 松竹蒲田              | 野田高梧（原作・柳川春葉）             | 奈良真養、筑波雪子、小島寿子、葛城文子、岡譲二、岡田嘉子、結城一朗、阿部正三郎、突貫小僧                                                                     | 白黒 サイレント             | 〇   |
| 1932年 | 菓子のある東京風景               | （明治製菓）          |                                        | （委託宣伝映画） | 白黒 サイレント             | ×    |
| 1933年 | 君と別れて                       | 松竹蒲田              | 成瀬巳喜男                             | 吉川満子、磯野秋雄、水久保澄子、河村黎吉、富士龍子、藤田陽子、突貫小僧、関口小太郎、若宮満、小藤田正一、新井淳、飯田蝶子                                     | 白黒 サイレント             | 〇   |
| 1933年 | 夜ごとの夢                       | 松竹蒲田              | 池田忠雄                               | 栗島すみ子、小島照子、斎藤達雄、新井淳、吉川満子、坂本武、大山健二、小倉繁、飯田蝶子                                                                         | 白黒 サイレント             | 〇   |
| 1933年 | 僕の丸髷                         | 松竹蒲田              | 斎藤良輔                               | 藤井貢、水久保澄子、新井淳、野村秋生、香取千代子、日守新一、谷麗光、大国一朗                                                                                 | 白黒 サイレント             | ×    |
| 1933年 | 双眸                             | 松竹蒲田              | 柳井隆雄                               | 岩田祐吉、田中絹代、逢初夢子、藤井貢、岡譲二、日守新一、新井淳、奈良真養                                                                                     | 白黒 サイレント             | ×    |
| 1933年 | 謹賀新年                         | 松竹蒲田              | （新年挨拶）                           | 大谷竹次郎（松竹社長）、城戸四郎（蒲田撮影所所長）、蒲田撮影所専属俳優一同                                                                                   | 白黒                        | ×    |
| 1934年 | 限りなき舗道                     | 松竹蒲田              | 池田富三（原作・北村小松）             | 忍節子、磯野秋雄、山内光、若葉信子、葛城文子、日守新一、香取千代子、結城一朗、井上雪子、松園富士子、谷麗光、突貫小僧、坂本武                                 | 白黒 サイレント             | 〇   |
| 1935年 | 乙女ごころ三人姉妹               | PCL                   | 成瀬巳喜男                             | 細川ちか子、堤真佐子、梅園竜子、林千歳、松本千里、三條正子、松本万里代、大川平八郎、滝沢脩                                                                   | 白黒                        | 〇   |
| 1935年 | 女優と詩人                       | PCL                   | 永見柳二（原作・中野実）               | 宇留木浩、千葉早智子、藤原釜足、戸田春子、三遊亭金馬、佐伯秀男、神田千鶴子                                                                                   | 白黒                        | 〇   |
| 1935年 | 妻よ薔薇のやうに                 | PCL                   | 成瀬巳喜男                             | 千葉早智子、丸山定夫、英百合子、伊藤智子、堀越節子、藤原釜足、細川ちか子、大川平八郎、伊東薫                                                                 | 白黒                        | 〇   |
| 1935年 | サーカス五人組                   | PCL                   | 伊馬鵜平 永見柳二（原作・古川緑波）    | 堤真佐子、梅園龍子、大川平八郎、宇留木浩、藤原釜足、リキー宮川、御橋公、丸山定夫、三条正子、森野鍛冶哉、清川虹子、加賀晃二                                   | 白黒                        | 〇   |
| 1935年 | 噂の娘                           | PCL                   | 成瀬巳喜男                             | 汐見洋、御橋公、千葉早智子、藤原釜足、大川平八郎 | 白黒                        | 〇   |
| 1936年 | 桃中軒雲右衛門                   | PCL                   | 成瀬巳喜男（原作・真山青果）           | 月形龍之介、細川ちか子、千葉早智子、藤原釜足、伊藤薫、三島雅夫、市川朝太郎、小杉義男、御橋公、伊達信                                                         | 白黒                        | 〇   |
| 1936年 | 君と行く路                       | PCL                   | 成瀬巳喜男（原作・三宅由岐子）         | 大川平八郎、佐伯秀男、清川玉枝、藤原釜足、高尾光子、山懸直代、堤真佐子                                                                                       | 白黒                        | 〇   |
| 1936年 | 朝の並木路                       | PCL                   | 成瀬巳喜男                             | 千葉早智子、御橋公、山口ミサヲ、清川玉枝、大川平八郎、三島雅夫、赤木蘭子、伊達里子、清川虹子、夏目初子、小沢栄太郎                                           | 白黒                        | 〇   |
| 1937年 | 女人哀愁                         | PCL、東宝 入江プロ    | 成瀬巳喜男 田中千禾夫                  | 入江たか子、堤真佐子、沢蘭子、清川玉枝、初瀬浪子、伊藤薫、御橋公、佐伯秀男、北沢彪、大川平八郎                                                               | 白黒                        | 〇   |
| 1937年 | 雪崩                             | PCL、東宝             | 成瀬巳喜男（原作・大佛次郎）           | 佐伯秀男、江戸川蘭子、霧立のぼる、汐見洋、英百合子、丸山定夫、三島雅夫、生方明                                                                               | 白黒                        | 〇   |
| 1937年 | 禍福 前篇                        | PCL、東宝             | 岩崎文隆（原作・菊池寛）               | 高田稔、入江たか子、竹久千恵子、逢初夢子、大川平八郎 | 白黒                        | 〇   |
| 1937年 | 禍福 後篇                        | PCL、東宝             | 岩崎文隆（原作・菊池寛）               | 高田稔、入江たか子、竹久千恵子、逢初夢子、大川平八郎、北林谷栄、清川虹子                                                                                     | 白黒                        | 〇   |
| 1938年 | 鶴八鶴次郎                       | 東宝                  | 成瀬巳喜男（原作・川口松太郎）         | 長谷川一夫、山田五十鈴、藤原釜足、大川平八郎、三島雅夫、横山運平、中村健峯、柳谷寛、山形凡平、福地悟朗                                                       | 白黒                        | 〇   |
| 1939年 | はたらく一家                     | 東宝                  | 成瀬巳喜男（原作・徳永直）             | 徳川夢声、本間敦子、生方明、伊東薫、南青吉、平田武、阪東精一郎、若葉喜世子、大日方伝                                                                         | 白黒                        | 〇   |
| 1939年 | まごころ                         | 東宝                  | 成瀬巳喜男（原作・石坂洋次郎）         | 高田稔、村瀬幸子、悦ちゃん、入江たか子、加藤照子、藤間房子、清川荘司                                                                                         | 白黒                        | 〇   |
| 1940年 | 旅役者                           | 東宝                  | 成瀬巳喜男（原作・宇井無愁）           | 藤原鶏太、柳谷寛、高勢実乗、清川荘司、御橋公、深見泰三、中村是好、山根寿子、清川玉枝、伊勢杉子                                                               | 白黒                        | 〇   |
| 1941年 | なつかしの顔                     | 東宝                  | 成瀬巳喜男                             | 馬野都留子、花井蘭子、小高たかし、清川荘司、原純彦、沢井一郎、小高まさる、榊田敬二                                                                           | 白黒                        | 〇   |
| 1941年 | 上海の月                         | 東宝                  | 山形雄策                               | 山田五十鈴、汪洋、里見藍子、大川平八郎、佐伯秀男、清川荘司、真木順、大日方伝                                                                                 | 白黒                        | 部分 |
| 1941年 | 秀子の車掌さん                   | 東宝                  | 成瀬巳喜男（原作・井伏鱒二）           | 高峰秀子、藤原鶏太、夏川大二郎、清川玉枝、勝見庸太郎、未鮫洲                                                                                                 | 白黒                        | 〇   |
| 1942年 | 母は死なず                       | 東宝                  | 猪俣勝人                               | 菅井一郎、入江たか子、斎藤英雄、小高まさる、藤原鶏太、沢村貞子、轟夕起子、小高たかし、鳥羽陽之助、清水将夫                                                   | 白黒                        | 〇   |
| 1943年 | 歌行燈                           | 東宝                  | 久保田万太郎（原作・泉鏡花）           | 花柳章太郎、柳永二郎、大矢市次郎、伊志井寛、山田五十鈴、瀬戸英一、村田正雄、南一郎、吉岡啓太郎                                                               | 白黒                        | 〇   |
| 1944年 | 愉しき哉人生                     | 東宝                  | 成瀬巳喜男                             | 柳家金語楼、山根寿子、中村メイコ、横山エンタツ、花岡菊子、渡辺篤、清川玉枝、小高たかし、鳥羽陽之助、三條利喜江、清川荘司                                     | 白黒                        | 〇   |
| 1944年 | 芝居道                           | 東宝                  | 八住利雄                               | 古川緑波、長谷川一夫、進藤英太郎、阪東橘之助、清川荘司、志村喬、大倉文雄、鬼頭善一郎、鳥羽陽之助、山田五十鈴                                                 | 白黒                        | 〇   |
| 1945年 | 勝利の日まで                     | 東宝                  | サトウ・ ハチロー                      | 徳川夢声、古川緑波、高峰秀子、山田五十鈴、榎本健一、花菱アチャコ、横山エンタツ、市丸                                                                         | 白黒                        | 部分 |
| 1945年 | 三十三間堂通し矢物語             | 東宝                  | 小国英雄                               | 長谷川一夫、田中絹代、市川扇升、河野秋武、葛城文子、田中春男、横山運平、清川玉枝、林喜美子、三谷幸子                                                         | 白黒                        | 〇   |
| 1946年 | 浦島太郎の後裔                   | 東宝                  | 八木隆一郎                             | 藤田進、中村伸郎、杉村春子、高峰秀子、三津田健、山根寿子、菅井一郎、龍岡晋、宮口精二                                                                         | 白黒                        | 〇   |
| 1946年 | 俺もお前も                       | 東宝 吉本プロ         | 成瀬巳喜男                             | 横山エンタツ、山根寿子、河野糸子、落合富子、水谷史郎、花菱アチャコ、田中筆子、篠原実、菅井一郎                                                               | 白黒                        | 〇   |
| 1947年 | 四つの恋の物語 第二話 別れも愉し | 東宝                  | 小国英雄                               | 木暮実千代、沼崎勲、英百合子、菅井一郎、小林十九二、竹久千恵子                                                                                               | 白黒                        | 〇   |
| 1947年 | 春の目ざめ                       | 東宝                  | 八住利雄 成瀬巳喜男                    | 石黒達也、杉村春子、久我美子、志村喬、英百合子、壬生享子、杉裕之、飯田蝶子                                                                                   | 白黒                        | 〇   |
| 1949年 | 不良少女                         | 東横映画 松竹         | 成瀬巳喜男                             | 小杉勇、吉川満子、星美千子、森雅之、喜多川千鶴、久我美子 | 白黒                        | ×    |
| 1950年 | 石中先生行状記                   | 新東宝 藤本プロ       | 八木隆一郎 （原作・石坂洋次郎）        | 宮田重雄、渡辺篤、進藤英太郎、藤原釜足、出雲八重子、杉葉子、池部良、三船敏郎、飯田蝶子、若山セツ子、中北千枝子                                               | 白黒                        | 〇   |
| 1950年 | 怒りの街                         | 東宝 田中プロ         | 成瀬巳喜男 西亀元貞                    | 宇野重吉、原保美、東山千栄子、村瀬幸子、若山セツ子、浜田百合、久我美子、志村喬、岸輝子、木村功、菅井一郎                                                     | 白黒                        | 〇   |
| 1950年 | 白い野獣                         | 東宝 田中プロ         | 成瀬巳喜男、西亀元貞                   | 山村聰、飯野公子、三浦光子、北林谷栄、木匠久美子、登山晴子、千石規子、岡田英次、中北千枝子                                                                   | 白黒                        | 〇   |
| 1950年 | 薔薇合戦                         | 松竹京都 映画芸術協会 | 西亀元貞 （原作・丹羽文雄）            | 三宅邦子、若山セツ子、桂木洋子、鶴田浩二、安部徹、永田光男、若杉曜子、大坂志郎、仁科周芳、進藤英太郎                                                         | 白黒                        | 〇   |
| 1951年 | 銀座化粧                         | 伊藤プロ 新東宝       | 岸松雄 （原作・井上友一郎）            | 田中絹代、西久保好汎、花井蘭子、小杉義男、東野英治郎、津路清子、香川京子                                                                                     | 白黒                        | 〇   |
| 1951年 | 舞姫                             | 東宝                  | 新藤兼人 （原作・川端康成）            | 山村聰、高峰三枝子、片山明彦、岡田茉莉子、二本柳寛、見明凡太郎、木村功、大谷伶子、大川平八郎、沢村貞子                                                       | 白黒                        | 〇   |
| 1951年 | めし                             | 東宝                  | 井手俊郎 田中澄江 （原作・林芙美子）   | 上原謙、原節子、島崎雪子、杉葉子、風見章子、杉村春子、花井蘭子、二本柳寛、小林桂樹、大泉滉、進藤英太郎、田中春男                                             | 白黒                        | 〇   |
| 1952年 | お国と五平                       | 東宝                  | 八住利雄（原作・谷崎潤一郎）           | 木暮実千代、大谷友右衛門、山村聰、田崎潤、三好栄子、広瀬嘉子、津路京子、柳谷寛、藤原釜足                                                                     | 白黒                        | 〇   |
| 1952年 | おかあさん                       | 新東宝                | 水木洋子                               | 田中絹代、香川京子、三島雅夫、中北千枝子、榎並啓子、片山明彦、岡田英次、加東大介                                                                             | 白黒                        | 〇   |
| 1952年 | 稲妻                             | 大映                  | 田中澄江（原作・林芙美子）             | 高峰秀子、三浦光子、村田知英子、植村謙二郎、香川京子、根上淳、小沢栄太郎、浦辺粂子、中北千枝子                                                               | 白黒                        | 〇   |
| 1953年 | 夫婦                             | 東宝                  | 井手俊郎 水木洋子                      | 上原謙、杉葉子、三國連太郎、小林桂樹、藤原釜足、滝花久子、岡田茉莉子、豊島美智子、木匠マユリ、田代百合子、三好栄子、三條利喜江、中北千枝子                   | 白黒                        | 〇   |
| 1953年 | 妻                               | 東宝                  | 井手俊郎 （原作・林芙美子）            | 上原謙、高峰三枝子、丹阿弥谷津子、高杉早苗、中北千枝子、伊豆肇、新珠三千代、三國連太郎                                                                       | 白黒                        | 〇   |
| 1953年 | あにいもうと                     | 大映                  | 水木洋子（原作・室生犀星）             | 京マチ子、森雅之、久我美子、堀雄二、船越英二、山本礼三郎、浦辺粂子、潮万太郎                                                                                 | 白黒                        | 〇   |
| 1954年 | 山の音                           | 東宝                  | 水木洋子（原作・川端康成）             | 原節子、上原謙、山村聰、長岡輝子、杉葉子、丹阿弥谷津子、中北千枝子、金子信雄、角梨枝子、十朱久雄                                                             | 白黒                        | 〇   |
| 1954年 | 晩菊                             | 東宝                  | 田中澄江 井手俊郎 （原作・林芙美子）   | 杉村春子、沢村貞子、細川ちか子、望月優子、上原謙、小泉博、有馬稲子、見明凡太郎、沢村宗之助、加東大介                                                         | 白黒                        | 〇   |
| 1955年 | 浮雲                             | 東宝                  | 水木洋子（原作・林芙美子）             | 高峰秀子、森雅之、中北千枝子、岡田茉莉子、山形勲、加東大介、木匠マユリ、千石規子、村上冬樹、大川平八郎、金子信雄                                             | 白黒                        | 〇   |
| 1955年 | くちづけ 第三話                  | 東宝                  | 松山善三（原作・石坂洋次郎）           | 上原謙、高峰秀子、中村メイ子、小林桂樹、伊豆肇、長岡輝子、堺左千夫                                                                                           | 白黒                        | 〇   |
| 1956年 | 驟雨                             | 東宝                  | 水木洋子（原作・岸田国士）             | 佐野周二、原節子、香川京子、小林桂樹、根岸明美、恩田清二郎、加東大介、堤康久、堺左千夫、松尾文人                                                             | 白黒                        | 〇   |
| 1956年 | 妻の心                           | 東宝                  | 井手俊郎                               | 三好栄子、千秋実、中北千枝子、松山奈津子、小林桂樹、高峰秀子、根岸明美、田中春男、花井蘭子、杉葉子、三船敏郎                                                 | 白黒                        | 〇   |
| 1956年 | 流れる                           | 東宝                  | 田中澄江 井手俊郎（原作・幸田文）      | 田中絹代、山田五十鈴、高峰秀子、岡田茉莉子、杉村春子、栗島すみ子、中北千枝子、賀原夏子、宮口精二、加東大介、中村伸郎、仲谷昇                                 | 白黒                        | 〇   |
| 1957年 | あらくれ                         | 東宝                  | 水木洋子（原作・徳田秋声）             | 高峰秀子、上原謙、森雅之、加東大介、仲代達矢、東野英治郎、岸輝子、宮口精二、中北千枝子、坂本武、本間文子                                                     | 白黒                        | 〇   |
| 1958年 | 杏っ子                           | 東宝                  | 田中澄江 成瀬巳喜男 （原作・室生犀星） | 山村聰、夏川静江、香川京子、太刀川洋一、木村功、中北千枝子、三井美奈、藤木悠、土屋嘉男、中村伸郎、小林桂樹、加東大介                                         | 白黒                        | 〇   |
| 1958年 | 鰯雲                             | 東宝                  | 橋本忍 （原作・和田傳）                | 淡島千景、飯田蝶子、新珠三千代、司葉子、木村功、中村鴈治郎、小林桂樹、加東大介、杉村春子、清川虹子、大塚国夫                                                 | カラー                      | 〇   |
| 1959年 | コタンの口笛                     | 東宝                  | 橋本忍（原作・石森延男）               | 森雅之、久保賢、幸田良子、宝田明、久保明、三好栄子、水野久美、志村喬、山茶花究、田島義文、土屋嘉男                                                           | カラー                      | 〇   |
| 1960年 | 女が階段を上る時                 | 東宝                  | 菊島隆三                               | 高峰秀子、森雅之、団令子、仲代達矢、加東大介、中村鴈治郎、小沢栄太郎、淡路恵子、山茶花究、多々良純、藤木悠                                                   | 白黒                        | 〇   |
| 1960年 | 娘・妻・母                       | 東宝                  | 井手俊郎 松山善三                      | 三益愛子、原節子、森雅之、高峰秀子、宝田明、団令子、草笛光子、小泉博、淡路恵子、加東大介、仲代達矢、上原謙、杉村春子、太刀川寛、中北千枝子、北あけみ、笠智衆 | カラー                      | 〇   |
| 1960年 | 夜の流れ                         | 東宝                  | 井手俊郎 松山善三                      | 司葉子、山田五十鈴、宝田明、三橋達也、白川由美、水谷良重、草笛光子、三益愛子、越路吹雪、志村喬、星由里子                                                     | カラー 川島雄三との共同監督 | 〇   |
| 1960年 | 秋立ちぬ                         | 東宝                  | 笠原良三                               | 乙羽信子、夏木陽介、原知佐子、加東大介、河津清三郎、大沢健三郎、藤原釜足、賀原夏子、一木双葉、菅井きん、藤間紫                                               | 白黒                        | 〇   |
| 1961年 | 妻として女として                 | 東宝                  | 井手俊郎 松山善三                      | 高峰秀子、淡島千景、森雅之、星由里子、仲代達矢、水野久美、淡路恵子、飯田蝶子、丹阿弥谷津子、中北千枝子                                                       | カラー                      | 〇   |
| 1962年 | 女の座                           | 東宝                  | 井手俊郎 松山善三                      | 笠智衆、高峰秀子、司葉子、星由里子、淡路恵子、草笛光子、三益愛子、杉村春子、北あけみ、丹阿弥谷津子、宝田明、団令子、三橋達也、小林桂樹、夏木陽介             | 白黒                        | 〇   |
| 1962年 | 放浪記                           | 東宝 宝塚映画         | 井手俊郎 田中澄江 （原作・林芙美子）   | 高峰秀子、田中絹代、宝田明、加東大介、小林桂樹、草笛光子、仲谷昇、伊藤雄之助、加藤武、文野朋子、多々良純                                                     | 白黒                        | 〇   |
| 1963年 | 女の歴史                         | 東宝                  | 笠原良三                               | 高峰秀子、宝田明、山﨑努、星由里子、賀原夏子、仲代達矢、淡路恵子、草笛光子、加東大介、藤原釜足、中北千枝子                                                   | 白黒                        | 〇   |
| 1964年 | 乱れる                           | 東宝                  | 松山善三                               | 高峰秀子、加山雄三、草笛光子、白川由美、三益愛子、浜美枝、藤木悠、北村和夫、十朱久雄、柳谷寛、佐田豊、中北千枝子                                             | 白黒                        | 〇   |
| 1966年 | 女の中にいる他人                 | 東宝                  | 井手俊郎                               | 小林桂樹、新珠三千代、長岡輝子、三橋達也、若林映子、草笛光子、稲葉義男、加東大介、黒沢年男、藤木悠                                                           | 白黒                        | 〇   |
| 1966年 | ひき逃げ                         | 東宝                  | 松山善三                               | 高峰秀子、司葉子、黒沢年男、小沢栄太郎、加東大介、中山仁、賀原夏子、浦辺粂子、稲葉義男、加藤武、土屋嘉男                                                     | 白黒                        | 〇   |
| 1967年 | 乱れ雲                           | 東宝                  | 山田信夫                               | 加山雄三、司葉子、草笛光子、森光子、浜美枝、加東大介、土屋嘉男、藤木悠、中丸忠雄、中村伸郎、村上冬樹、清水元、左卜全                                         | カラー                      | 〇   |

## その他の映像作品
- 化粧雪（1940年2月14日公開、石田民三監督、東宝映画） - 原作
- そよ風父と共に（1940年4月24日公開、山本薩夫監督、東宝映画） - 脚本
- 秘めたる覚悟（1943年11月18日公開、滝沢英輔監督、東宝映画） - 脚本
- 恋にめざめる頃（1969年3月29日公開、浅野正雄監督、東宝） - 脚本